# Mamuka Bachtadze
Mamuka Bachtadze (georgiska: მამუკა ბახტაძე), född 9 juni 1982 i Tbilisi i Georgiska SSR i Sovjetunionen (nu Georgien), är en georgisk politiker, tidigare Georgiens premiärminister samt innan dess landets finansminister.

## Biografi
Bachtadze föddes 1982 i Tbilisi. Han tog examen i management och mikroekonomi vid Tbilisis universitet och magisterexamen vid Moskvauniversitetet.
I fyra år ledde han Sakartvelos Rkinigza, den statliga georgiska järnvägen. Från den 13 november 2017 var han finansminister i Georgien. Den 13 juni 2018 avgick premiärminister Giorgi Kvirikasjvili och följande dag meddelade Bachtadze sin kandidatur till posten. Vid ett extra möte i Kutaisi den 20 juni godkände medlemmarna av det georgiska parlamentet Bachtadze och den regering som han representerade. De flesta medlemmarna i Bachtadzes regering var medlemmar i det tidigare kabinettet.
Bachtadze uppgav att de viktigaste prioriteringarna för hans regering var investeringar i utbildning, liksom den europeiska integrationen, byggandet av en innovativ ekonomi och fredlig lösning av konflikter.